# Nicolas Raskin
Nicolas Thierry Raskin (* 23. Februar 2001 in Lüttich) ist ein belgischer Fußballspieler, der seit Januar 2023 bei den Glasgow Rangers in der Scottish Premiership unter Vertrag steht. Der Mittelfeldspieler ist belgischer Nationalspieler.

## Karriere

### Verein
Der in Lüttich geborene Nicolas Raskin begann mit dem Fußballspielen in der Nachwuchsabteilungen von Standard Lüttich. Dort spielte er sieben Jahre und nach weiteren zwei Jahren beim RSC Anderlecht, unterzeichnete er am 26. Mai 2017 seinen ersten professionellen Vertrag bei der KAA Gent. Am 10. Februar 2018 (26. Spieltag) debütierte der Mittelfeldspieler beim 3:0-Heimsieg gegen die VV St. Truiden in der höchsten belgischen Spielklasse, als er in der 83. Spielminute für Yūya Kubo eingewechselt wurde. Damit wurde der 16-Jährige zum ersten Spieler in der Division 1A, der im 21. Jahrhundert geboren wurde. Dies blieb sein einziger Einsatz in dieser Saison 2017/18 und auch bis zu seinem Wechsel im Januar 2019 wurde er nicht berücksichtigt.
Am 23. Januar 2019 kehrte Raskin zu seinem Jugendverein Standard Lüttich zurück. In der gesamten Spielzeit 2018/19 bestritt er kein einziges Ligaspiel. Sein erstes Ligaspiel für die Rouches bestritt er am 12. Februar 2020 (25. Spieltag) beim 0:0-Unentschieden gegen den FC Brügge. In dieser Saison 2019/20 absolvierte er drei Ligaspiele. Der Durchbruch in die Startformation gelang ihm in der darauffolgenden Spielzeit 2020/21. Am 4. Oktober 2020 (8. Spieltag) erzielte er beim 2:1-Auswärtssieg gegen Sporting Charleroi sein erstes Ligator.
In der Saison 2021/22 bestritt er 29 von 34 möglichen Ligaspielen für Standard, in denen er ein Tor schoss, sowie zwei Pokalspiele. In der Saison 2022/23 waren es 17 von 23 möglichen Ligaspielen, in denen er ein Tor schoss, sowie ein Pokalspiel. Nachdem Raskin sich geweigert hatte, seinen zum Saisonende auslaufenden Vertrag zu verlängern, wurde er nach der Ligaunterbrechung infolge der Weltmeisterschaft nicht mehr eingesetzt, sondern in den B-Kader eingeteilt.
Ende Januar 2023 wechselte Raskin darauf zu Glasgow Rangers nach Schottland.

### Nationalmannschaft
Raskin spielte für diverse belgische Juniorennationalmannschaften. Mit der U17 nahm er an der U17-Europameisterschaft 2018 in England teil, wo er in drei Spielen zum Einsatz kam. Von September 2019 bis September 2020 war er für die U19 im Einsatz und ab September 2021 für die U 21-Nationalmannschaft. Im März 2025 debütierte Raskin in der A-Nationalmannschaft von Belgien.